# Forcipomyia mcmillani
Forcipomyia mcmillani är en tvåvingeart som beskrevs av Clastrier och Wirth 1961. Forcipomyia mcmillani ingår i släktet Forcipomyia och familjen svidknott.
Artens utbredningsområde är Nigeria. Inga underarter finns listade i Catalogue of Life.